# Salvatore Maranzano
Salvatore Maranzano (31. července 1886 Castellammare del Golfo – 10. září 1931 New York) byl jeden z předních mafiánských bossů ve 20. letech 20. století. Pokoušel se prosadit jako Capo di tutti capi, boss všech newyorských bossů, což nakonec vedlo k jeho smrti.

## Mládí
Narodil se roku 1886 na Sicílii (někdy bývá chybně uváděno datum 1868). Jako mladík se věnoval studiu náboženství, chtěl se stát knězem. Studia však zanechal a věnoval se zločinu.
Po 1. světové válce připlul poprvé do Ameriky, pak se několikrát vrátil na Sicílii. Trvale se ve Spojených státech usídlil kolem roku 1923. Přicestovala za ním také jeho žena Elisabetta (zemřela roku 1964).
Podle jedné verze mohl Maranzana do New Yorku poslat mafiánský předák z Palerma, Vito Cascio Ferro.

## Little Caesar
Salvatore Maranzano byl puntičkářský, autoritativní a měl rasistické předsudky. Stejně jako Joe Masseria nechtěl, aby v mafii fungovali Židé a Irové.
Jeho největší zálibou byla římská říše, především obdivoval Julia Caesara. Z toho vznikla jeho přezdívka Little Caesar.
Uměl latinsky a své proslovy často doplňoval latinskými frázemi. Potrpěl si na formalitu.
Mezi Maranzanovy činnosti patřilo pašování drog, organizovaná prostituce a za prohibice obchod s alkoholem.
Část Manhattanu tehdy kontroloval Joe Masseria a tím křížil Maranzanovy zájmy. Maranzano chtěl rozšířit svá teritoria a sféry vlivu a dostal se tak do konfliktu nejen s Masseriou, ale i s ostatními newyorskými klany.

## Castellamarská válka
Na jedné straně stáli imigranti z okolí města Castellammare del Golfo, které vedl Salvatore Maranzano, na druhé straně byl Joe Masseria a muži z ostatních částí Sicílie a přilehlých regionů. V průběhu války však toto rozdělení přestalo platit, protože lidé přecházeli z jedné strany na druhou.
Lucky Luciano, který pracoval pro Masseriu, byl v říjnu roku 1929 přepaden a vážně pořezán na krku a obličeji. Přepadení měl mít na svědomí Salvatore Maranzano (chtěl, aby Luciano přešel na jeho stranu). Luciano útok přežil a s Maranzanem se dohodl. Luciano slíbil, že připraví Masseriovu vraždu. Stalo se tak 15. dubna 1931 v restauraci, ve které Masseria obědval. Čtyři muži vešli dovnitř a Masseriu zastřelili.
Maranzano se tak stal vítězem Castellamarské války. Luciano byl jeho hlavním mužem a Maranzano sám se prohlásil Capem di tutti capi, bossem všech bossů. Newyorské klany se svými šéfy měly být Maranzanovi podřízeny.
Lucky Luciano a další gangsteři však s Maranzanovou nadvládou nesouhlasili. Oboustranná nedůvěra vyústila v přípravu několika vražd. Zabit měl být nejen Luciano, ale i Vito Genovese nebo Frank Costello. Vražda Maranzana však byla v té době již také naplánovaná.

## Smrt
Dne 10. září 1931 byl Salvatore Maranzano zabit ve své kanceláři, když dovnitř vešli čtyři daňoví úředníci, kteří předtím odzbrojili Maranzanovy stráže. Byli to převlečení Lucianovi lidé. Maranzana nejprve pobodali a poté zastřelili.
Luciano toho dne zabil ještě několik dalších Maranzanových mužů. Stal se nejmocnějším mužem newyorské mafie.
Provedl několik významných změn ve struktuře mafie. Zrušil místo Capa di tutti capi a vytvořil tzv. Komisi, která se skládala z jednotlivých bossů. Otevřel mafii pro Židy, Iry a jiné etnické skupiny. Reorganizoval pět hlavních newyorských rodin (Maranzanovo rozdělení s několika změnami). Zbytky Maranzanovy říše byly přiděleny Bonannovi, vznikl z toho klan Bonanno. Kromě toho existoval klan Genovese, Colombo, Gambino a Lucchese. Mafie tak dostala moderní podobu, která v podstatě platí dodnes.